# محافظة ستروغا
محافظة ستروغا (بالمقدونية: Општина Струга) إحدى محافظات الإقليم الإحصائي الجنوبي الغربي في جمهورية مقدونيا، ومركزها بلدة ستروغا. تقع المحافظة على شاطئ بحيرة أوخريد.

## الديموغرافيا
بلغ عدد سكان محافظة ستروغا (وفق تعداد السكان سنة 2002 في مقدونيا) 63376 نسمة.

## توأمة
لمحافظة ستروغا اتفاقيات توأمة مع:
- تشرفارا دي روما